# Chenopodiastrum murale
Chenopodiastrum murale es una especie de planta fanerógama herbácea de la familia Amaranthaceae. 

## Descripción
Es una planta que está siempre presente donde hay espacios perturbados: márgenes de carreteras, vertederos, lugares degradados, jardines abandonados, islotes con colonias de gaviotas, etc. Tiene los tallos estriados y angulosos, las hojas lobuladas y divididas; la planta a menudo toma colores rojizos.
Las florecillas se agrupan en glomérulos verdosos no muy largos y cada una lleva periantio de 5 piezas terminadas en una pequeña carena o excrecencia. La semilla está algo aplastada y posee un pequeño reborde o ala a todo su alrededor.

## Hábitat
Es nativa de la región del Mediterráneo occidental y en España en Alicante, Barcelona, Castellón, Gerona, Islas Baleares, Lérida, Tarragona, Valencia e Islas Canarias donde es común en caminos, muros, paredes, lugares degradados.
Es una planta cosmopolita.

## Taxonomía
La especie fue descrita inicialmente como Chenopodium murale por Carlos Linneo y publicada en Species Plantarum 1: 219, en 1753, actualmente, es tanto un sinónimo como el basónimo de esta; y ulteriormente sería transferida al género Chenopodiastrum por Susy Fuentes Bazán, Pertti Johannes Uotila y Thomas Borsch en Willdenowia 42(1): 14, en 2012.

#### Etimología
Véase: Chenopodiastrum
murale: epíteto latino que significa "en los muros".

## Galería

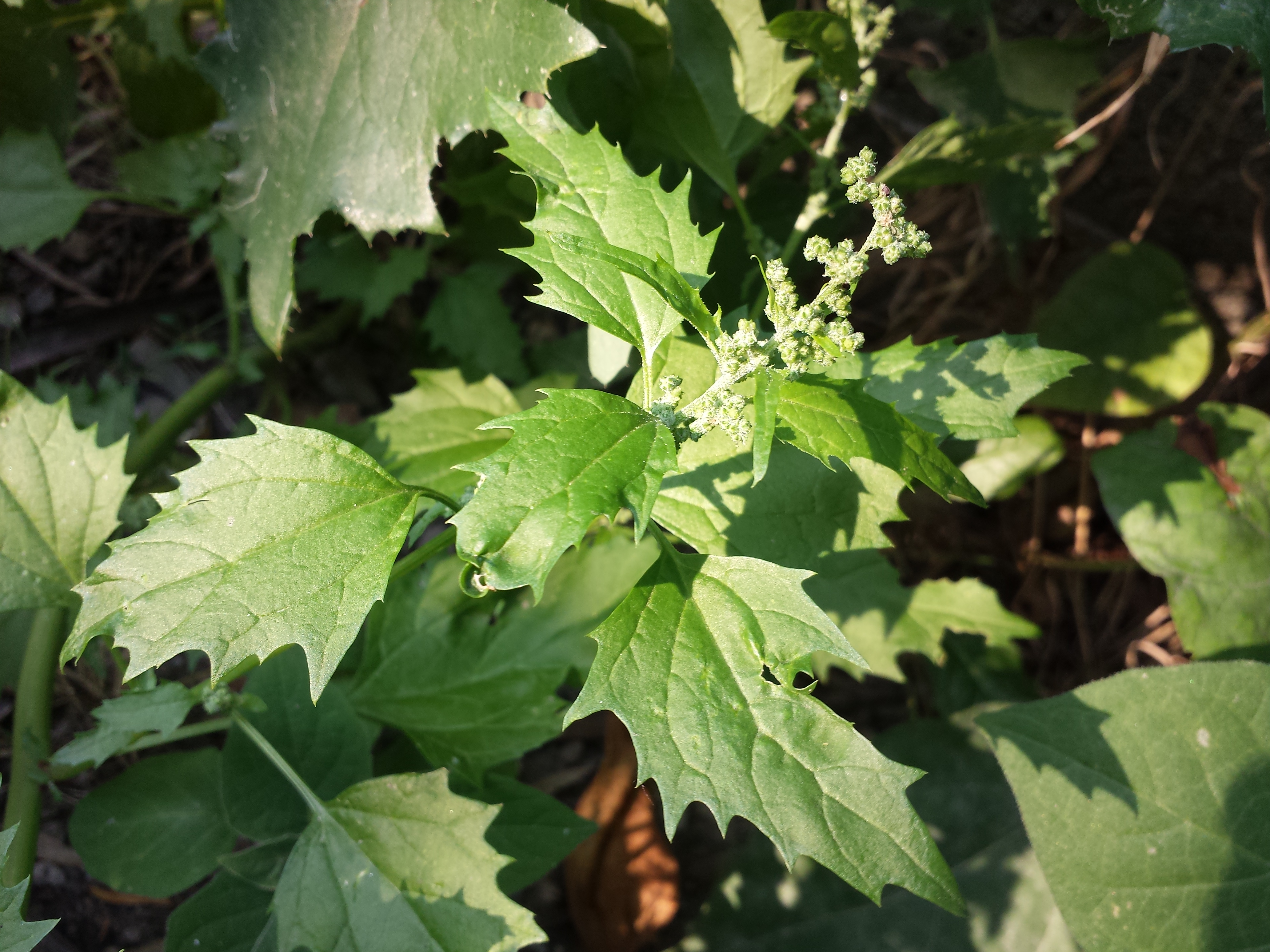
Detalle de las hojas
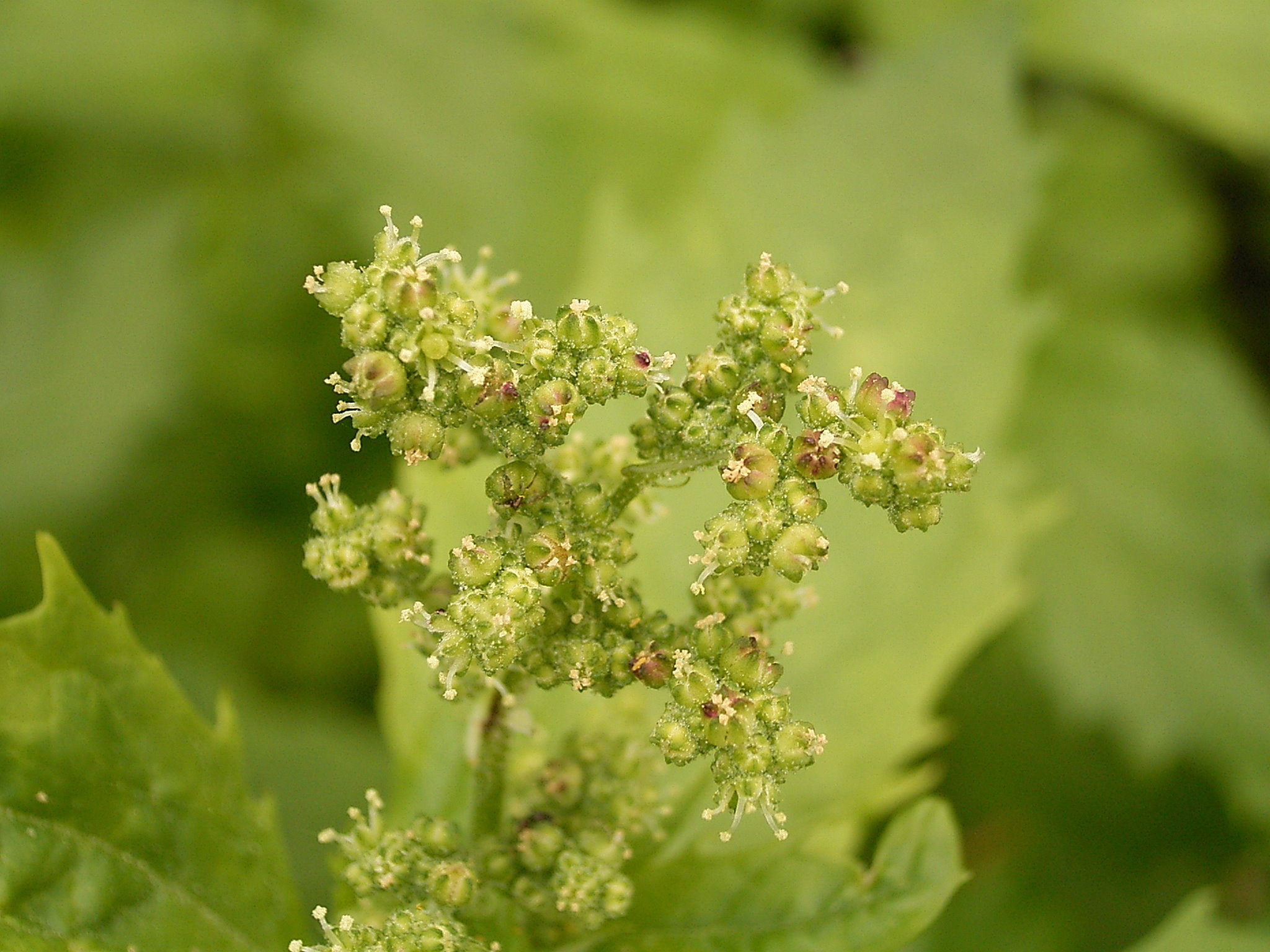
Inflorescencia
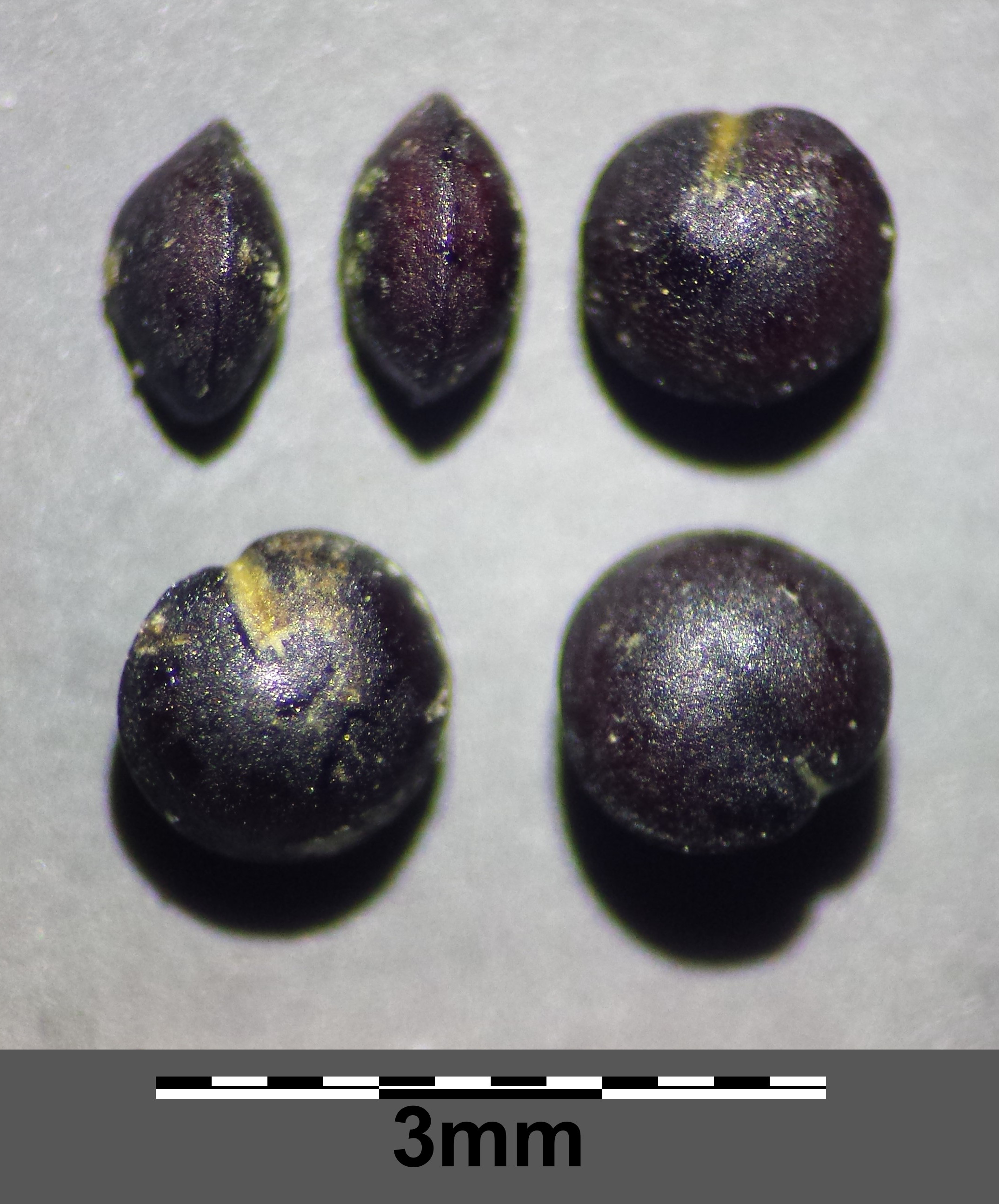
Semillas
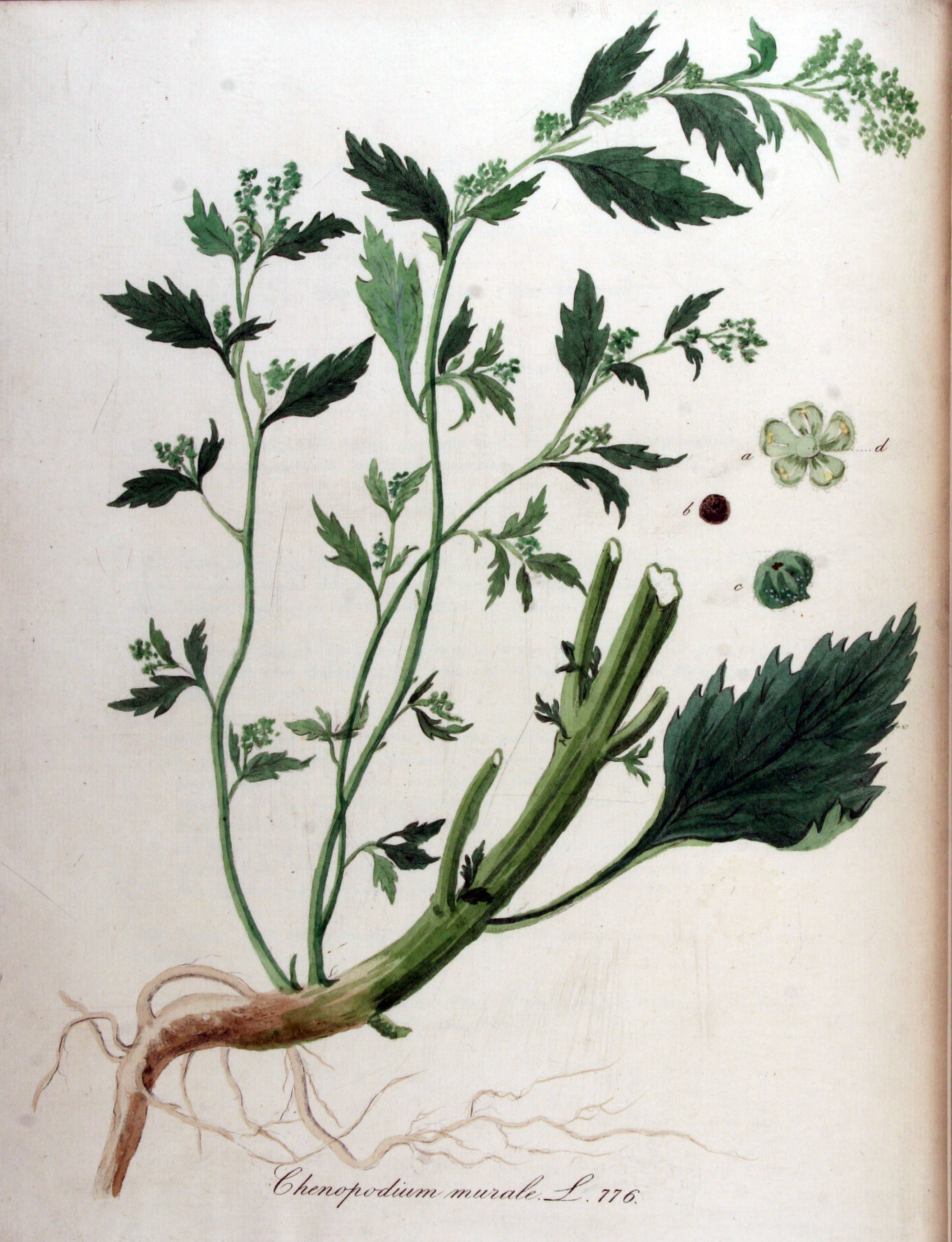
Ilustración de la especie (bajo su basónimo Chenopodium murale) en Flora Batava of Afbeelding en Beschrijving van Nederlandsche Gewassen, Otto Wilhelm Thomé, Vol. 10, Gera, 1853.

## Nombres comunes
- Castellano: ceñiglo, cenizo, cenizo negro, hediondilla, hierba gallinazo, pie de ganso, quelite de puerco, quenopodio, salaillo, salao, salao verde, ceñiclo.[4]